# Mount Carmel (Tennessee)
Mount Carmel – miasto w Stanach Zjednoczonych, w stanie Tennessee, w hrabstwie Hawkins.